# Șiroka Poleana, Haskovo
Șiroka Poleana (în bulgară Широка Поляна) este un sat în comuna Haskovo, regiunea Haskovo,  Bulgaria. 

## Demografie
Componența etnică a satului Șiroka Poleana
     Turci (96,26%)
     Romi (2,8%)
     Nicio identificare (0,93%)
     Altele (0%)
La recensământul din 2011, populația satului Șiroka Poleana era de 321 locuitori. Din punct de vedere etnic, majoritatea locuitorilor (96,26%) erau turci, cu o minoritate de romi (2,8%). Pentru 0,93% din locuitori nu este cunoscută apartenența etnică.